# Jampa Kalsang Tamang
Pour les articles homonymes, voir Jampa et Tamang.
Jampa Kalsang Tamang (tibétain : བྱམས་པ་བསྐལ་བཟང་རྟ་དམག, Wylie : byams pa bskal bzang rta dmag ; né à Katmandou) est un acteur népalais de parents réfugiés tibétains. Il est considéré comme un des meilleurs acteurs tibétains en exil. Il a joué dans plusieurs films célèbres, dont l'Himalaya : L'Enfance d'un chef d'Eric Valli, Samsara et La Vallée des fleurs de Pan Nalin et Dreaming Lhasa dirigé par le couple Ritu Sarin et Tenzing Sonam. Il a fait ses débuts dans le film Windhorse du réalisateur Paul Wagner.
En plus de ses rôles dans les films de l'Himalaya et Samsara, il eut a pour fonction directeur adjoint dans certains films.

## Filmographie
- 1998 : Windhorse, en tant qu'acteur
- 1999 : Himalaya, en tant qu'acteur
- 2001 : Samsara, en tant qu'acteur et réalisateur assistant
- 2005 : Dreaming Lhasa, en tant qu'acteur
- 2006 : La Vallée des fleurs, en tant qu'acteur et réalisateur assistant
- 2006 : Karma, en tant qu'acteur
- 2018 : The Sweet Requiem (Kyoyang Ngarmo)